# Ferreiraella bartlettae
Ferreiraella bartlettae är en blötdjursart som först beskrevs av Ferreira 1986.  Ferreiraella bartlettae ingår i släktet Ferreiraella och familjen Ferreiraellidae. Inga underarter finns listade i Catalogue of Life.